# Toronto Ukraina Sports Association
Il Toronto Ukraina Sports Association, conosciuto semplicemente come Toronto Ukraina, è una squadra canadese di calcio con sede a Toronto (Ontario). 

## Storia
Il Toronto Ukraina Sports Association venne fondato il 30 giugno 1948 come espressione della locale comunità ucraina.
La squadra si iscrisse alla National Soccer League nel 1950, imponendosi immediatamente come una delle più forti compagini della lega. Vinse il suo primo campionato nel 1951, dopo esser giunto al terzo posto nella stagione regolare ma imponendosi ai playoff, battendo in finale gli East End Canadians. Negli anni seguenti il Toronto Ukraina vincerà la NSL altre quattro volte, oltre che aggiudicarsi la regular season in sei occasioni. Il club rimarrà altamente competitivo sino quasi tutti gli anni '60 del XX secolo, per poi ritirarsi dalla NSL dopo il torneo 1981. Nel corso degli anni hanno militato numerosi giocatori provenienti dall'Europa orientale, come Walter Zakaluzny, Ostap Steckiw e Myron Bereza, che naturalizzati canadesi vestiranno tutti la maglia della nazionale Canucks.

## Palmarès
- NSL: 5

1951, 1953, 1961, 1963, 1964